# Favosthimosia
Pourtalesella is een mosdiertjesgeslacht uit de familie van de Celleporidae en de orde Cheilostomatida. De wetenschappelijke naam ervan is in 2011 voor het eerst geldig gepubliceerd door Peter J. Hayward en Judith E. Winston.

## Soorten
- Favosthimosia chaotica (López Gappa & Liuzzi, 2009)
- Favosthimosia milleporoides  (Calvet, 1909)